# Soyuz 33
Soyuz 33 fue una misión de una nave Soyuz 7K-T lanzada el 10 de abril de 1979 desde el cosmódromo de Baikonur con dos cosmonautas a bordo hacia la estación espacial Salyut 6 en el marco del programa Intercosmos. A bordo voló el primer cosmonauta búlgaro, Georgi Ivanov.
La misión de Soyuz 33 consistía en acoplarse a la estación Salyut 6 para realizar diversos experimentos científicos y técnicos, pero debido a un fallo en el motor principal de la Soyuz la misión tuvo que ser abortada. A sólo 4 km de la estación espacial la Soyuz realizó un encendido del motor que debería haber durado 6 segundos, pero que duró sólo 3, al mismo tiempo que el sistema de acoplamiento automático Igla se desconectaba. La tripulación de la estación, que observaba el acercamiento, informó de llamas saliendo del motor principal en el momento del fallo. El acoplamiento se abortó y la Soyuz 33 inició el regreso a tierra utilizando el motor de reserva, que fue encendido para frenar la nave. El encendido del motor de reserva debería haber durado 188 segundos, pero tras ese tiempo no se había apagado. El comandante Rukavishnikov no tenía claro que el motor hubiese funcionado con la potencia esperada, por lo que decidió dejarlo encendido otros 25 segundos antes de apagarlo manualmente. Como resultado la reentrada de la Soyuz 33 fue más abrupta de lo habitual y se hizo en modo balístico, alcanzando aceleraciones de hasta 10 g. No se pudo examinar el motor defectuoso debido a que estaba situado en el módulo de servicio, que es una parte se desecha y se destruye en la reentrada.

## Tripulación
- Nikolai Rukavishnikov (Comandante)
- Georgi Ivanov (Especialista científico de Bulgaria)

## Tripulación de respaldo
- Yuri Romanenko (Comandante)
- Aleksandr Aleksandrov (Especialista científico de Bulgaria)